# Francisco Ludovino Homem da Costa Noronha
Francisco Ludovino Homem da Costa Noronha (Angra do Heroísmo, ? — Lisboa, 27 de Junho de 1908) foi um militar do Exército Português, capitão de Infantaria. Foi cavaleiro da Ordem de Aviz. 

## Biografia
Foi filho de André Bernardino Homem da Costa Noronha e D. Maria Carolina de Noronha.
Foi condecorado com a medalha de prata de comportamento exemplar. Nasceu na ilha Terceira, e faleceu no Poço de Mouros, freguesia do Beato de Lisboa, no dia 27 de Junho do ano de 1908. Casou em Évora com D. Ana Augusta da Conceição Dias Barradas, que faleceu no dia 7 de Abril do ano de 1908, também em Lisboa.
Filhos de Francisco Ludovino Homem da Costa Noronha e D. Ana Augusta da Conceição Dias Barradas:
1. Manuel Joaquim Barradas Noronha.
2. Maria do Céu Barradas Noronha.